# Ը
La Ը, minuscolo ը, è l'ottava lettera dell'alfabeto armeno. Il suo nome è ըթ, ët' (armeno [ətʰ]).
Rappresenta foneticamente la vocale centrale media [ə].

## Codici
- Unicode:
  - Maiuscola Ը : U+0538
  - Minuscola ը : U+0568